# Promirotermitinae
Promirotermitinae (лат.) — подсемейство термитов из семейства Termitidae. Включает 2 рода.

## Описание
Мелкие термиты. У имаго и рабочих правая мандибула с хорошо развитым зубцом RMt2. Кишечник рабочего с двумя парами мальпигиевых канальцев, слитых в общее основание. Голова солдата от субпрямоугольной до яйцевидной (Promirotermes), с симметричными щёлкающими мандибулами и либо заострённым лобным выступом (Angulitermes), либо тупым лобным бугорком (Promirotermes).
Питаются гумусом.

## Распространение
Promirotermes — исключительно афротропический род, в то время как Angulitermes распространён также в Юго-Восточной Азии, на Ближнем Востоке и в Африке.

## Систематика
Подсемейство было впервые выделено в 2024 году. Группу рассматривали в составе подсемейства Termitinae в родовой группе Termes. В 2024 году в ходе реклассификации современных групп термитов таксон был выделен в отдельное подсемейство Promirotermitinae в составе 2 родов.
Promirotermitinae можно отличить от Termitinae sensu novo по мандибуле имаго и рабочих с хорошо развитым зубцом RMt2, который в других случаях отсутствует или, по крайней мере, значительно редуцирован у термитин. Подсемейство легче всего отличить от Amitermitinae по субпрямоугольным головам солдат с лобным отростком (обычно отсутствует у Amitermitinae) и раздвоенным лабрумом (округлый или со слегка заострёнными кончиками у Amitermitinae).
- Angulitermes Sjöstedt, 1924[4] — около 30 видов[5]

- Promirotermes Silvestri, 1914[1] — около 10 видов[6]